# Chris Carter
Chris Carter (n. 13 octombrie 1956,  Bellflower, California) este un scenarist, producător de film, regizor de film și scriitor american. Este cel mai cunoscut pentru munca sa la serialele Dosarele X și Millennium.

## Filmografie

### Film
| An   | Film                           | Rol                                   |
| ---- | ------------------------------ | ------------------------------------- |
| 1986 | The B.R.A.T. Patrol            | Scenarist                             |
| 1988 | Meet the Munceys               | Scenarist                             |
| 1998 | The X-Files                    | Scenarist, producător                 |
| 2008 | The X-Files: I Want to Believe | Scenarist, producător, regizor, actor |

### Televiziune
| Series          | Creator          | Regizor     | Scenarist   | Actor      |
| --------------- | ---------------- | ----------- | ----------- | ---------- |
| Rags to Riches  | —                | 1 episod    | 2 episoade  | —          |
| The X-Files     | Toate episoadele | 10 episoade | 72 episoade | 2 episoade |
| Millennium      | Toate episoadele | —           | 7 episoade  | —          |
| Harsh Realm     | Toate episoadele | —           | 4 episoade  | —          |
| The Lone Gunmen | Toate episoadele | —           | 2 episoade  | 1 episod   |
| The After       | Toate episoadele | —           | 1 episode   | —          |
| The X-Files     | Toate episoadele | 3 episoade  | 3 episoade  | —          |